# Món islàmic

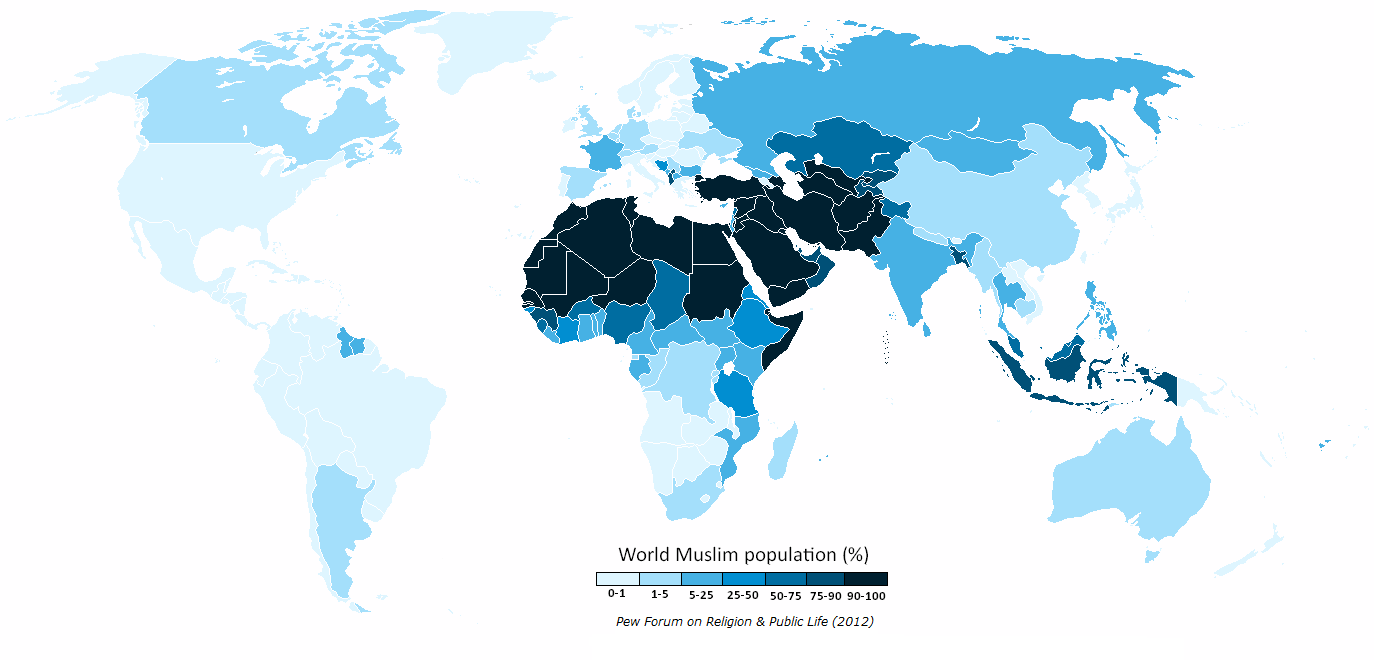
Mapa mostrant, de més fosc a més clar, la densitat de població de musulmans al món l'any 2009

La noció de món islàmic es pot entendre de dues maneres: en un sentit cultural es refereix a la comunitat dels musulmans (l'umma), és a dir els practicants de l'islam, que compta uns 1.600 milions de persones, el que representa aproximadament una cinquena part de la població mundial. Aquesta comunitat, composta per una gran diversitat de països i ètnies, comparteix una determinada visió del món vehiculada per la religió que li ha permès desenvolupar una certa homogeneïtat cultural i de pensament. Des d'aquest punt de vista, l'islam va influir fortament la història del món durant l'edat mitjana, deixant una petja profunda a través l'art, la ciència i la filosofia.
Com que el missatge del profeta Muhàmmad es caracteritza per la unió indissociable entre l'aspecte espiritual i el social, la religió és molt present en el funcionament polític i legislatiu dels països on predomina. En l'àmbit històric o geopolític, doncs, la noció de "món islàmic" s'aplica als països en què l'islam domina políticament. Aquest domini pot ser més o menys marcat, incloent-hi monarquies constitucionals (com el Marroc), repúbliques democràtiques (com Turquia) o estats teocràtics (com l'Aràbia Saudita o l'Iran).
Existeix una expressió en àrab equivalent a "món islàmic": Dar al-Islam (Terra de l'islam), tot i que aquesta es fa servir sovint amb connotacions reivindicatives.

## Aspectes socioculturals

### Context històric

L'expansió de l'islam entre els anys 622-750
Expansió entre 622-632
Expansió entre 632-661
Expansió entre 661-750

Parlar de la "història de l'islam" és parlar alhora de la història de la fe islàmica com a religió i com a institució social, ja que són dos aspectes inseparables: l'objectiu bàsic de l'ensenyament del profeta Muhàmmad és el de recordar que els individus, i tota la Creació, estan "sotmesos" a les lleis d'un Déu únic (el mot "islam" significa "submissió"). Per això recomana tenir en compte aquestes lleis en tots els aspectes de la vida, ja que de totes maneres hom no pot escapar-se'n. Així, en l'islam s'ha desenvolupat un sistema legislatiu, la xaria, que, basant-se en els texts sagrats, intenta determinar què és en acord amb les lleis divines, i això a tots els nivells de la vida social.
La història de l'islam va començar al segle vii a Aràbia, amb les primeres recitacions de l'Alcorà fetes per Muhàmmad. Sota els primers califes i els omeies, el califat es va estendre ràpidament més enllà de la Península Aràbiga fins a esdevenir un vast imperi amb una àrea d'influència que abastava el nord de l'Índia, l'Àsia central i l'Orient Mitjà, i l'Àfrica del Nord, el sud d'Itàlia i la península Ibèrica fins als Pirineus.
Aquesta civilització va viure un període de gran esplendor al llarg de tota l'edat mitjana. Gràcies al comerç que s'establí entre diversos territoris conquerits i a l'ús de l'àrab com a llengua unificada de transmissió cultural, les coneixences i tècniques d'aquella època van circular per tot el món musulmà i van influenciar les diverses civilitzacions amb què entraren en contacte. Van ser notables els aports a la filosofia (amb la traducció, difusió i estudi dels antics grecs), a les diverses tècniques (com per exemple les agrícoles), a la ciència (especialment en l'astronomia, les matemàtiques i la medicina) i a l'art.
La història recent d'aquests països ha estat marcada pel colonialisme i la influència en general de la civilització occidental. D'un cantó el món islàmic ha assimilat conceptes com els de l'estat laic o la democràcia; de l'altra, s'han originat corrents identitaris com el panislamisme i els nacionalismes àrabs i, darrerament, l'auge de l'integrisme religiós.

### Corrents religiosos
Els dos corrents principals de l'islam les componen els sunnites i els xiïtes. Els sunnites, o musulmans ortodoxos, representen la majoria aclaparadora de la població musulmana global, aproximadament el 85%; els xiïtes i altres corrents minoritaris componen la resta, és a dir al voltant d'un 15%. Els països on la població és majoritàriament xiïta són l'Iran, l'Iraq, Azerbaidjan i Bahrain. Els kharijites, que són menys coneguts, són presents gairebé exclusivament a Oman, on formen al voltant del 75% de la població.
Sunnites i xiïtes difereixen sobre llur visió de com s'ha de regir l'umma i sobre el paper de l'imam, o l'autoritat religiosa, dins de la comunitat. Aquestes diferències van aparèixer ben d'hora en la història de l'islam, arran dels problemes generats per a atribuir la legitimitat dels successors de Muhàmmad (ja que aquesta successió implicava, a més d'una visió precisa sobre la religió, el poder polític). Per la minoria xiïta, el missatge de l'Alcorà recela un aspecte esotèric que només els descendents directes de la "família del Profeta", personificada en els imams, són capaços d'interpretar correctament. Per això, dins del xiisme es dona importància al clergat. Pels ortodoxos, en canvi, en última instància cada fidel ha d'interpretar sol el missatge diví. El clergat com a tal no existeix i aquells qui dicten pautes de comprensió del missatge diví no es consideren pas una autoritat infal·lible.

### Escoles d'interpretació
Per a poder adaptar a la vida diària els preceptes religiosos de les fonts originals documentals (Alcorà i hadits -o sunna, "tradició del Profeta"-), que són sovint confusos, l'islam ha desenvolupat diverses escoles d'interpretació dels texts sagrats. Aquestes escoles, anomenades màdhhabs, utilitzen diferents sistemes per a crear jurisprudència (fiqh), especialment el consens de la comunitat (ijmà), l'analogia (qiyàs) o el respecte de l'opinió dels erudits (taqlid). Com que cadascuna emfatitza més o menys un d'aquests sistemes, cada escola ha acabat predominant en diferents zones del món musulmà, d'acord amb les sensibilitats de les diverses poblacions.
Així, l'escola hanafita, que dona importància a l'analogia, predomina a l'Àsia central i del Sud i a l'Orient Mig; la malikita, que dona importància al consens, és més present a l'Àfrica del Nord i de l'Est; la xafiïta, que també dona importància al consens i rebutja el taqlid, predomina al Sud-est asiàtic i a l'Àfrica de l'Oest; l'hanbalita, que preconitza el taqlid, és la que domina a la Península Aràbiga i la jafarita, d'ideologia xiïta, se segueix principalment a l'Iran.

## Extensió geogràfica
Aproximadament una cinquena part de la població mundial (entre 1.300 i 1.800 milions de persones) pertany al món o cultura islàmica; els musulmans són majoritaris en 57 països, parlen una seixantena de llengües i pertanyen a una munió d'ètnies diferents.

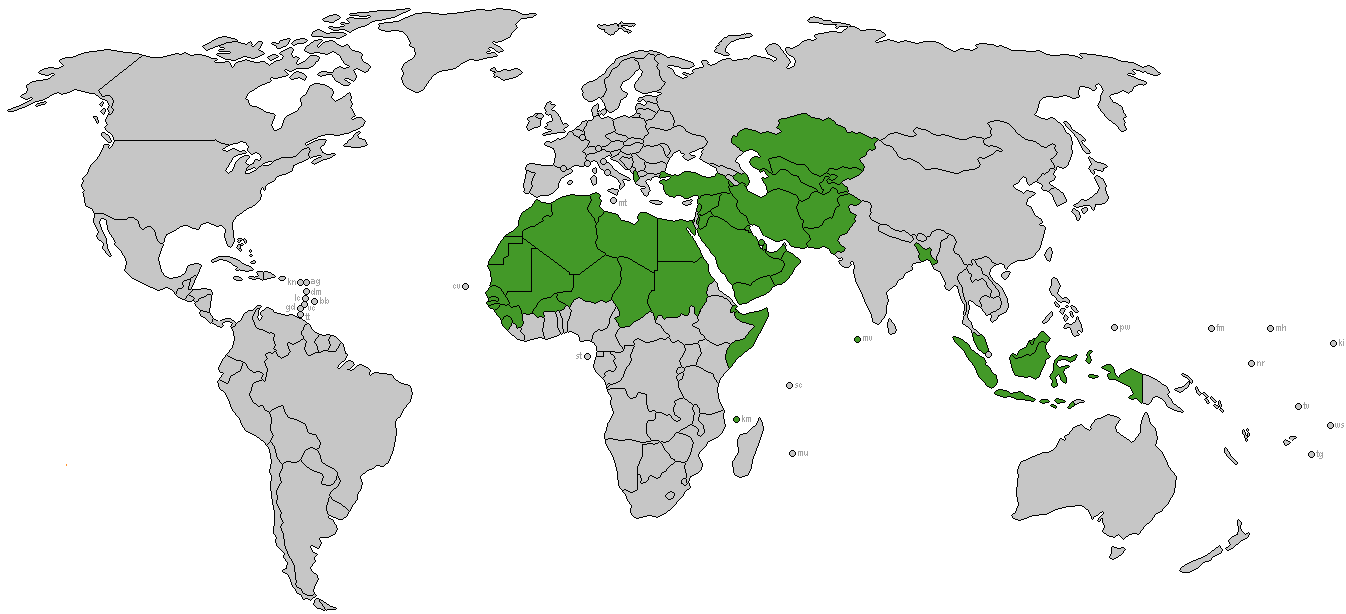
Mapamundi amb els països on l'islam és majoritari

Països on els musulmans són majoritaris o bé gaudeixen d'un estatus especial:
- Àsia occidental: l'Aràbia Saudita, l'Iraq, els Emirats Àrabs Units, Oman, Kuwait i l'Iran.
- Àfrica del nord: Marroc, Algèria, Tunísia, Líbia i Egipte.
- Àfrica del nord-est: Somàlia, Eritrea, Etiòpia, Djibouti i Sudan.
- Àfrica occidental: Mali, Senegal, Gàmbia, Guinea, Guinea Bissau, Burkina Faso, Sierra Leone, Níger i Nigèria.
- Europa del sud: Albània, Bòsnia i Hercegovina, Kosovo, Xipre del Nord i Turquia.
- Europa de l'est: l'Azerbaidjan, parts de Rússia (Caucas del Nord i l'Idel Ural) i Ucraïna (especialment Crimea)
- Àsia central: l'Afganistan, antics estats soviètics com l'Uzbekistan
- Àsia del sud: el Pakistan, Bangladesh, i les Maldives
- Àsia oriental: parts de la Xina (Xinjiang, Ningxia i Qinghai)
- Sud-est asiàtic: Indonèsia, Brunei i Malàisia

Els musulmans també són majoritaris a Txetxènia, el Dagestan, Kabardino-Balkària, Karatxai-Txerkèssia, Ingúixia, Tatarstan i Baixkíria a Rússia.
També se solen comptabilitzar les minories musulmanes significatives de:
- Diversos països europeus on els musulmans constitueixen com a mínim el 5% de la població, com a Xipre, Rússia, Montenegro, Bulgària, França, els Països Baixos i Dinamarca, o els més de 37 milions de musulmans que, col·lectivament, viuen a Rússia, França, Alemanya, el Regne Unit, els Països Baixos,[2] i Itàlia)
- Diverses regions de Rússia, altres que les repúbliques citades més amunt, com Adiguèsia, Ossètia del Nord i d'altres.
- Algunes parts de l'Índia (tercer país amb més població musulmana del món)
- Singapur, Myanmar, Pattani (Tailàndia) i Mindanao (Filipines)
- Guyana, Surinam, Trinitat i Tobago.
- República Democràtica del Congo, Burundi, Malawi, Sud-àfrica, Camerun, República Centreafricana, Uganda, Etiòpia

## Religió i estat
El dret islàmic no distingeix entre "qüestions d'església" i "qüestions d'estat"; els ulemes exerceixen tant com a juristes que com a teòlegs. Per això, tradicionalment, en la majoria de països musulmans s'ha utilitzat la llei islàmica (la xaria), que s'executa a partir d'interpretacions de l'Alcorà i dels hadits.
Els contactes entre les societats musulmanes i els ideals seculars occidentals van originar diferents respostes dins del món islàmic: mentre la Turquia esdevenia una república laica arran de les reformes de Mustafà Kemal, la Revolució iraniana de 1979 canviava un règim bàsicament secular per una república islàmica dirigida per l'aiatol·là Ruhol·lah Khomeini. Altrament, molts països del món musulmà declaren l'islam a religió estatal en la seva constitució.

Relació religió-estat en els països majoritàriament musulmans.
Estat islàmic
L'islam és religió d'estat
Estat secular
Sense declarar

### Estats islàmics
Un estat islàmic és aquell que ha adoptat l'islam com a fonament ideològic per a les seves institucions polítiques.
| - Afganistan - Aràbia Saudita - Bahrain - Brunei - Iemen | - Iran - Mauritània - Oman - Pakistan |

### Religió d'estat
Països en què l'estat dona suport oficialment al cos religiós o al credo.
| - Algèria - Bangladesh - Egipte - Emirats Àrabs Units - Iraq - Kuwait - Líbia | - Malàisia - Maldives - Marroc - Qatar - Somalilàndia - Tunísia |

### Estats seculars
Un estat secular és oficialment neutre en qüestions de religió, sense donar suport ni oposar-se a cap religió en particular.
| - Albània - Azerbaidjan - Bòsnia i Hercegovina - Burkina Faso - Djibouti - Gàmbia - Guinea - Indonèsia - Kazakhstan - Kirguizstan | - Kosovo - Mali - Senegal - Tadjikistan - Turquia - Turkmenistan - Txad - Uzbekistan - Xipre del Nord |

## Aspectes sociopolítics

### Economia i comerç
A principis del segle xix, el producte interior brut del món musulmà es calculava pels volts d'un 12% del total mundial; al final del mateix segle, només representava aproximadament un 5%, proporció que quedaria estancada al llarg del segle xx.
A partir de 2008, però, els països àrabs representen les dues cinquenes parts del producte interior brut mundial gràcies a la indústria del petroli i als serveis relacionats. Actualment, l'Aràbia Saudita, Turquia i Indonèsia forment part del G20, les vint economies més importants del món.
L'economia islàmica prohibeix l'interès o la riba (usura), per això aquests darrers anys s'ha desenvolupat un nou concepte bancari, la banca islàmica, que gaudeix de força èxit fins i tot en els països occidentals (ja que minimitza els riscos de fallida). Tot i així, la majoria de països musulmans accepten igualment el sistema bancari occidental.

### Organitzacions destacades
- La Lliga Àrab o Lliga d'Estats Àrabs, organització política que es va establir l'any 1945 amb la signatura del Pacte per la lliga àrab, el mateix any va intentar boicotejar la creació d'Israel i el 1947 li va declarar la guerra. El 1958 les Nacions Unides la van reconèixer oficialment.
- L'Organització de la Conferència Islàmica (OCI) és una agrupació d'organitzacions intergovernamentals de cinquanta-set estats creada el 1969. Aquests estats van decidir reunir els seus recursos, combinar esforços i parlar a l'uníson per protegir els interessos de les seves poblacions i les dels altres musulmans, i per assegurar-ne el progrés i benestar.
- L'Organització de Països Exportadors de Petroli (OPEP) inclou moltes nacions que també formen part de la Lliga Àrab.

### Capacitats nuclears
El Pakistan és l'únic país nuclear del món islàmic declarat com a nuclear. El programa nuclear del Pakistan es va fer en resposta a la prova nuclear de l'Índia del 1974.

## El món islàmic en la política moderna
L'islam polític és present en tots els països de majoria musulmana. Per exemple, els partits islamistes han pres el poder a escala provincial a Turquia, el Pakistan i Algèria. Les relacions entre aquests grups i la democràcia són complexos (en els països democràtics hi ha normalment com a mínim un partit islamista). Alguns d'aquests grups són acusats de practicar el terrorisme islamista.

### Israel
Israel és una causa d'hostilitat al món musulmà per haver-se creat a la Palestina, anomenada per la tradició jueva Terra d'Israel, una terra sagrada tant pels jueus com pels musulmans, i a causa dels perllongats conflicte araboisraelià i conflicte israelianopalestí.
Turquia va ser el primer estat de majoria musulmana en reconèixer Israel, només un any després de la seva fundació. Abans de la revolució iraniana, l'Iran i Israel mantenien una forta amistat política; tanmateix, el govern iranià actual (2012) és durament antisionista, el que ha causat molta desconfiança a Israel, on es tem que l'Iran desenvolupi armament nuclear. L'Egipte i Jordània també van establir ràpidament relacions diplomàtiques i van signar els tractats de pau amb Israel, i des del 1994, els estats del Golf Pèrsic van disminuir la seva aplicació del boicot àrab. Tot i així, arran de la dita 'Primavera àrab' del 2011 i dels canvis de govern que ha comportat, aquestes bones relacions semblen estar compromeses.

### Altres esdeveniments històrics recents
Alguns dels esdeveniments fonamentals que han marcat la relació dels països musulmans amb la resta del món aquests darrers anys han estat:
- L'embargament de petroli del 1974 per part de l'OPEP, motivat per raons polítiques (donar suport a Egipte i Síria contra Israel durant la guerra del Iom Kippur de 1973), va tenir conseqüències dràstiques en l'àmbit econòmic i polític als Estats Units i Europa.
- La Guerra Civil Libanesa (1975 - 1990), amb la implicació dels Estats Units, Síria, la OLP i Israel, que va causar unes 200.000 víctimes civils.
- L'ocupació siriana del Líban (començada el 1976 i finalitzada el 2005).
- La revolució iraniana del 1979, una revolució popular que va enviar a l'exili el xa Mohammad Reza Pahlavi i va dur al poder l'aiatol·là Khomeini, un clergue xiïta. S'instaurà un nou règim que es defineix com a "democràcia teocràtica".
- La invasió soviètica de l'Afganistan el 1979 per lluitar contra la insurgència dels mujahidins envers el règim comunista aliat que ostentava el poder.
- La signatura de pau entre Egipte i Israel, el mateix any.
- La guerra Iran-Iraq (1980 - 1988), desencadenada per desavinences frontereres, que va causar fins a un milió de víctimes i no va veure triomfar cap dels dos bel·ligerants.
- El Conflicte del sud del Líban 1982-2000, amb l'ocupació d'aquesta regió per part d'Israel, la resistència de Hezbollah i d'Amal, i la retirada final de les forces israelianes.
- L'anomenada segona guerra civil sudanesa (iniciada el 1983), de fet un perllongament de la primera guerra civil sudanesa.
- La guerra de Somàlia, iniciada el 1986 i encara en curs
- La guerra del Golf del 1991, en què els Estats Units i els seus aliats ataquen el règim iraquià que havia invadit el Kuwait.
- La guerra de Bòsnia (1992 - 1995)
- La primera guerra de Txetxènia (1994 - 1996), en què els russos van invadir el país per a evitar que declarés la seva independència.
- Establiment del règim dels talibans a l'Afganistan (1996), que donarà refugi, més endavant, als membres del moviment Al-Qaida.
- La guerra de Kosovo (1999).
- La guerra de Kargil (1999, entre l'Índia i el Pakistan).
- La segona guerra de Txetxènia (a partir del 1999)
- Els atemptats terroristes de l'11 de setembre del 2001 contra objectius dels Estats Units, duts a terme per extremistes pertanyents a Al-Qaida.
- La invasió de l'Afganistan (a partir del 2001) per part dels Estats Units i l'ISAF, en resposta als atemptats.
- La guerra contra el terrorisme liderada pels Estats Units és titllada de "guerra contra l'islam" pel partit panislamista Hizb ut-Tahrir i d'altres organitzacions.
- L'arribada al poder a Turquia del Partit de la Justícia i el Desenvolupament, islamista, a les eleccions legislatives turques de 2002.
- La invasió de l'Iraq de 2003 liderada pels Estats Units.
- L'arribada al poder dels islamistes tradicionalistes al Kuwait, amb el suport de la família reial, a les eleccions del 2003.
- El triomf del partit islamista Muttahida Majlis-e-Amal al Pakistan, gran aliat dels Estats Units, que esdevé la tercera força al parlament nacional.
- Divulgació de l'escàndol de les tortures a la presó d'Abu Ghraib comeses per l'exèrcit americà a l'encontre de presoners iraquians.
- La guerra del Waziristan, on el govern pakistanès s'enfronta, des del 2004 amb simpatitzants talibans.
- La polèmica de les caricatures de Mahoma, el 2005, aparegudes en una publicació danesa, que van originar protestes i un embargament dels productes danesos en gran part del món islàmic.
- La Segona Guerra del Líban originada per la captura, per part de Hezbollah, de dos soldats israelians a la frontera entre els dos països.
- La polèmica sobre l'islam i el papa Benet XVI, el 2006
- La guerra del Líban de 2007
- La guerra del Darfur
- Les polèmiques sobre el programa nuclear de l'Iran
- La insurgència islamista a les Filipines
- Inici de la crisi econòmica mundial del 2008
- La declaració d'independència del Kosovo de Sèrbia el 2008
- El 2009, en la seva primera entrevista televisiva oficial com a president dels Estats Units, Barack Obama es va adreçar al món musulmà a través de la xarxa de televisió per satèl·lit en llengua àrab Al-Arabiya, i va fer-hi una crida per una societat nova "basada en el respecte i l'interès mutu"
- Revolucions i protestes dels països àrabs de 2010-2011.
- Intervenció militar occidental a Líbia i assassinat de Muammar al-Gaddafi (octubre 2011); el caos s'instal·la al país
- El 2012, tensions i pressions internacionals al voltant de Síria i l'Iran